# Salvatore Cordileone

Salvatore Joseph Cordileone, né le 5 juin 1956 à San Diego en Californie, est un prélat américain qui est archevêque de San Francisco depuis 2012.

## Biographie
Salvatore Cordileone descend d'une famille sicilienne dont les grands-parents ont émigré aux États-Unis. Après des études secondaires à la Crawford High School, il étudie la philosophie et la théologie à l'université de San Diego, puis à partir de 1978 à Rome à la Grégorienne. Il est ordonné prêtre le 9 juillet 1982 pour le diocèse de San Diego et sert comme vicaire à la paroisse Saint-Martin de La Mesa. De 1985 à 1989, il étudie le droit canon à la Grégorienne. Ensuite, après avoir reçu son doctorat, il devient secrétaire de l'évêque coadjuteur de San Diego, Robert Henry Brom, et curé de Notre-Dame-de-Guadalupe de Calexico et juge ecclésiastique au tribunal du diocèse de San Diego. Il retourne à Rome de 1995 à 2002 pour être assistant à la Signature apostolique. Le pape Jean-Paul II lui confère en 1999 le titre honorifique de chapelain de Sa Sainteté (Monsignore).
Le 5 juillet 2002, il est nommé évêque titulaire (in partibus) de Natchesium (de) et évêque auxiliaire de San Diego ; il est consacré à San Diego par Robert Brom, évêque de San Diego, le 21 août suivant, assisté de l'évêque de La Crosse, Raymond Leo Burke, et de l'évêque auxiliaire de San Diego, Gilbert Espinosa Chávez.
Le pape Benoît XVI nomme Salvatore Cordileone évêque d'Oakland, le 23 mars 2009 ; il prend possession de son siège le 5 mai suivant. Il devient archevêque de San Francisco le 27 juillet 2012  et prend possession de son siège le 4 octobre suivant. En novembre 2018, il est désigné président du comité pour les laïcs, la famille et la jeunesse au sein de la conférence des évêques catholiques des États-Unis.

## Prises de position

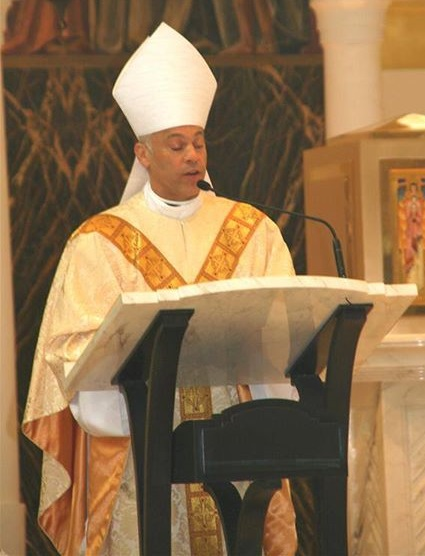
Salvatore Cordileone en 2014.

En 2008, il soutient la Proposition 8 qui avait pour but de ne faire reconnaître par l'État que le mariage entre un homme et une femme. Le vote, à l'issue duquel une majorité d'électeurs a voté en faveur du mariage entre seulement un homme et une femme, a été déclaré inconstitutionnel en 2010.